# Kalipolje
Kalipolje (izvirno srbsko Калипоље) je naselje v Srbiji, ki upravno spada pod Občino Sjenica; slednja pa je del Zlatiborskega upravnega okraja.

## Demografija
V naselju, katerega izvirno (srbsko-cirilično) ime je Калипоље, živi 17 polnoletnih prebivalcev, pri čemer je njihova povprečna starost 49,3 let (45,8 pri moških in 54,1 pri ženskah). Naselje ima 8 gospodinjstev, pri čemer je povprečno število članov na gospodinjstvo 2,63.
Prebivalstvo je večinoma nehomogeno.
|  |

| Demografija | Demografija     | Demografija     |
| Leto        | Št. prebivalcev | Št. prebivalcev |
| ----------- | --------------- | --------------- |
|             |                 |                 |
|             |                 |                 |
|             |                 |                 |
|             |                 |                 |
| 1948        | 90              |                 |
| 1953        | 97              |                 |
| 1961        | 90              |                 |
| 1971        | 26              |                 |
| 1981        | 26              |                 |
| 1991        | 35              | 32              |
| 2002        | 23              | 21              |
|             |                 |                 |

| Etnična sestava po popisu iz leta 2002 | Etnična sestava po popisu iz leta 2002 | Etnična sestava po popisu iz leta 2002 | Etnična sestava po popisu iz leta 2002 | Etnična sestava po popisu iz leta 2002 |
| -------------------------------------- | -------------------------------------- | -------------------------------------- | -------------------------------------- | -------------------------------------- |
| Srbi                                   | Srbi                                   |                                        | 12                                     | 57,14%                                 |
| Bošnjaki                               | Bošnjaki                               |                                        | 9                                      | 42,85%                                 |
| Neznano                                | Neznano                                |                                        | 0                                      | 0,0%                                   |